# Delta2 Gruis
Delta2 Gruis (δ2 Gruis, förkortat Delta2 Gru, δ2 Gru) som är stjärnans Bayerbeteckning, är en ensam stjärna belägen i den mellersta delen av stjärnbilden Tranan. Den har en skenbar magnitud på 4,11 och är synlig för blotta ögat där ljusföroreningar ej förekommer. Baserat på parallaxmätning inom Hipparcosuppdraget på ca 9,9 mas, beräknas den befinna sig på ett avstånd på ca 330 ljusår (ca 101 parsek) från solen.

## Egenskaper
Delta2 Gruis är en röd till orange jättestjärna av spektralklass M4.5 IIIa. Den har en radie som är ca 32 gånger större än solens och utsänder från dess fotosfär ca 710 gånger mera energi än solen vid en effektiv temperatur av ca 3 850 K.
Delta2 Gruis är en pulserande variabel med perioder på 20,6, 24,1, 24,5 och 32,3 dygn. Den starkaste perioden är 33,3 dygn med en amplitud hos magnituden på 0,043 enheter. Den har en visuell följeslagare av magnitud 9,71 med en vinkelseparation av 60,4 bågsekunder vid en positionsvinkel på 210° år 2013.